# SN 1999dk
SN 1999dk – supernowa typu Ia odkryta 28 sierpnia 1999 roku w galaktyce UGC 1087. Jej maksymalna jasność wynosiła 15,06m.